# Кірхгайм-ан-дер-Вайнштрассе
Кірхгайм-ан-дер-Вайнштрассе (нім. Kirchheim an der Weinstraße) — громада в Німеччині, розташована в землі Рейнланд-Пфальц. Входить до складу району Бад-Дюркгайм. Складова частина об'єднання громад Грюнштадт-Ланд.
Площа — 8,98 км2. Населення становить 1953 ос. (станом на 31 грудня 2020).

## Галерея

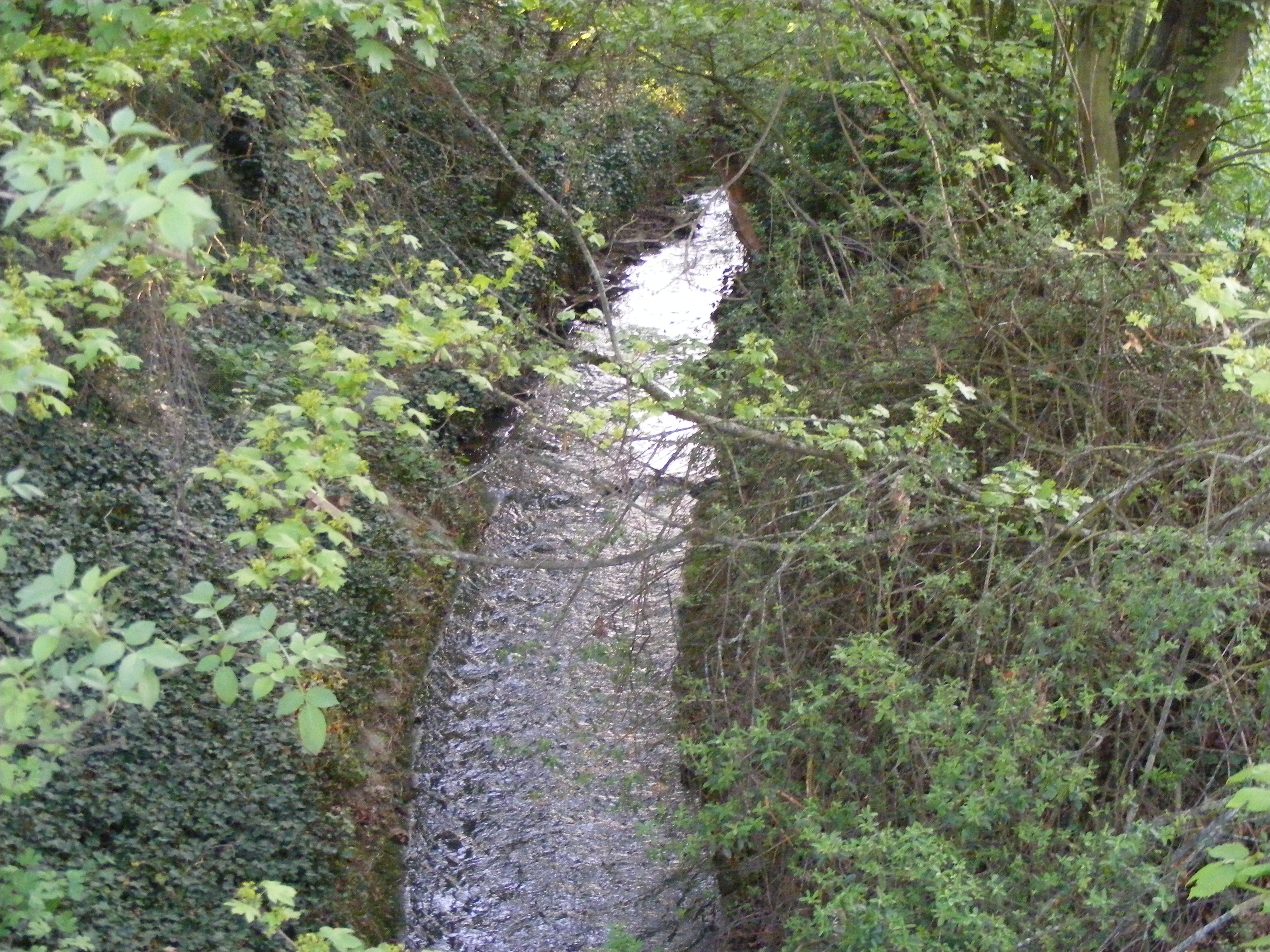
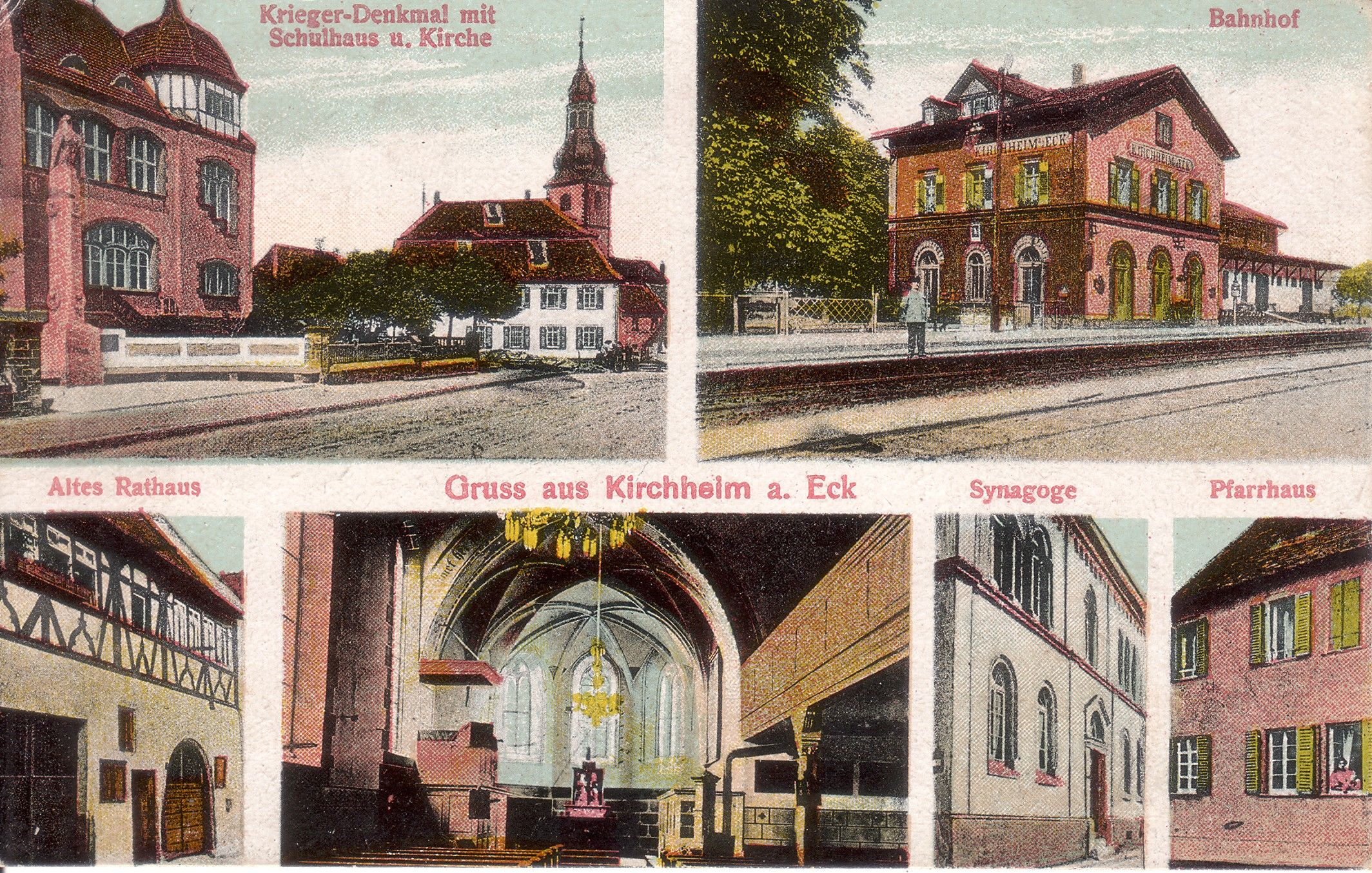
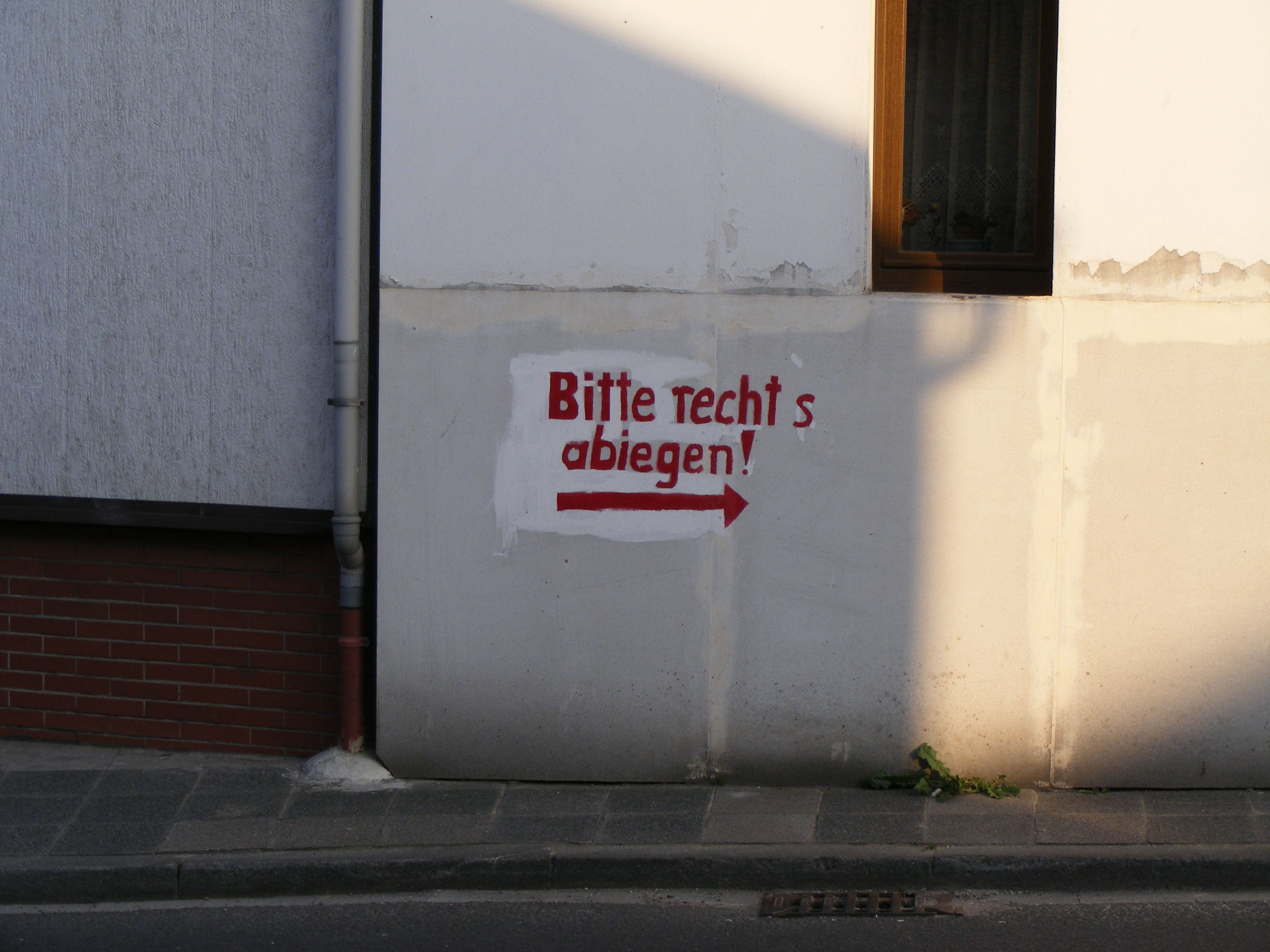